# 薛世雄
薛世雄（555年—617年），字世英，河東郡汾陰县（今山西省运城市万荣县）人，北周、隋朝官员。

## 生平
幼年時，薛世雄喜歡玩騎馬打仗的遊戲，畫地為城，互為攻守。大業四年（608年）冬季，授右翊衛將軍薛世雄為王門道行軍大將，命他在西域伊吾國內修建伊吾城。行軍破敵之處，秋毫無犯，深得煬帝喜愛。煬帝誇獎他：“世雄廉正節概，有古人之風。”
大業十三年（617年），涿郡留守薛世雄統率燕地精兵三萬南下攻瓦崗軍，兵至河間（今屬河北）。兩軍在樂壽的七里井（今河北河間南）交戰，竇建德軍在樂壽周圍各縣分散收麥，闻世雄前来，指揮部隊從各城中撤出，向南轉移，然後乘其不備，選精兵數千人為伏兵，親率敢死之士280人夜襲成功，薛軍大亂，自相践踏，史稱“河間之戰”。薛世雄帶數十騎逃回涿郡，惭恙发病，不久病逝。

## 家庭

### 父亲
- 薛回，隋朝大将军、兼领漕渠监、舞阴郡开国公

### 兄弟
- 薛贵珍，隋朝上开府、建兴县开国公

### 夫人
- 冯五娘，燕昭成帝冯弘后裔，北魏上谷郡太守冯康孙女，北周骠骑大将军、随州刺史、长山县开国公冯謙之女，贞观元年三月封梁郡太夫人，贞观十二年二月廿六日因病在长安休祥里去世，虚岁七十四

### 子女
- 薛萬壽（584-608年），隋千牛备身，二十五岁卒，夫人张氏，上柱国、晋熙公张威孙女、朝请大夫、左千牛郎将张权之女
- 薛万述（587-645年）
- 薛万淑
- 薛万均，第五子，上柱国、右屯卫将军、永安县开国公
- 薛万彻，第六子，上柱国、左卫将军、武安县开国公
- 薛万备，第七子，通事舍人

## 傳記資料
- 《隋書》卷六十五 列傳第三十
- 《北史》卷七十六 列傳第六十四

## 外部連結
[在维基数据编辑]
 《北史·卷076》，出自李延壽《北史》
 《隋書·卷65》，出自魏徵《隋书》